# John Hay, I marchese di Tweeddale
John Hay, I marchese di Tweeddale (Yester, 13 agosto 1625 – Edimburgo, 11 agosto 1697), è stato un nobile scozzese e Lord Cancelliere di Scozia.

## Biografia
Egli era il figlio di John Hay, I conte di Tweeddale, e di sua moglie, Jean Seton. Studiò presso l'Università di Edimburgo.

## Carriera
Durante la guerra civile inglese ha combattuto per Carlo I e lo raggiunse a Nottingham, nel 1642, poi nella battaglia di Marston Moor nel 1644 dalla parte del Parlamento, a causa del suo atteggiamento nei confronti Covenanti, e quattro anni dopo era di nuovo dalla parte dei realisti nella battaglia di Preston.
Successe alla contea nel 1654, e fu imprigionato per il supporto di James Guthrie nel 1660. È stato membro dei parlamenti del Commonwealth (1656-1659).
Quando Carlo II è stato restaurato al trono, è stato nominato Lord Presidente del Consiglio scozzese nel 1663 e membro della sessione straordinaria nel 1664.
Ha usato la sua influenza per moderare un procedimento contro i Covenanti, ma venne licenziato dalla sua carica e dal Consiglio della Corona su consiglio di Lauderdale.
È stato Lord Cancelliere di Scozia (1692-1696).
Ha sostenuto la Gloriosa rivoluzione in Scozia, ed è stato creato marchese di Tweeddale nel 1694.

## Matrimonio
Sposò, il 24 settembre 1644, Lady Jane Scott (13 febbraio 1628-1688), figlia di Walter Scott, I conte di Buccleuch, e di sua moglie, Lady Mary Hay. Ebbero cinque figli:
- John Hay, II marchese di Tweeddale (1645-1713);
- Lady Jane Hay (?-1729), sposò William Douglas, I conte di March, ebbero un figlio;
- Lord David Hay (1656-1726), sposò Rachel Hayes, ebbero due figli;
- Lady Margaret Hay (1657-1753), sposò Robert Ker, III conte di Roxburghe, ebbero due figli;
- Lord Alexander Hay (1663-1737), sposò Catherine Charteris, ebbero tre figli.

## Morte
Morì l'11 agosto 1697.